# Iñaki Jiménez Ruiz de Azua
Iñaki Jiménez Ruiz de Azua (San Sebastián, Guipúzcoa, País Vasco; 9 de diciembre de 1984) es un entrenador español de baloncesto.

## Trayectoria
Es un entrenador de baloncesto que empezó su carrera deportiva en el colegio La Salle de San Sebastián dirigiendo a categorías benjamines. Tras dos años de inactividad por los estudios universitarios en Vitoria, empezaría a entrenar en el Club Deportivo San Martin de Vitoria y a la vuelta a San Sebastián se incorporó al Easo Saskibaloi Taldea.
Más tarde dirigiría al equipo junior del Club Deportivo Ibaeta durante tres temporadas y otras tres en el equipo de Primera División Femenina en la conseguiría el ascenso a Liga Femenina 2. También dirigiría a la selección de Euskadi cadete femenina con la que jugamos las semifinales del campeonato de España tres años consecutivos y alcanzamos el segundo puesto en dos de ellos.
En 2015 firmó por el Zarautz Saskibaloi Taldea de Liga EBA. 
La temporada 2016-17 dirigió a la selección de Euskadi cadete masculina para volver la temporada siguiente a Zarautz para volver a entrenar el equipo de Liga EBA en la temporada 2017-18. 
En la temporada 2018-19, dirige al Ordizia Basoa Banaketak de Liga EBA.
En la temporada 2019-20, firma como entrenador del Juaristi ISB de la Liga LEB Plata.   En diciembre de 2019, lograría conquistar la Copa LEB Plata en la final frente al Bàsquet Girona y además, lograría la Euskal Kopa.
En la temporada 2020-21, volvería a ganar tanto la Euskal Kopa como la Copa LEB Plata, esta vez frente al Fútbol Club Barcelona "B". En abril de 2021, lograría el ascenso venciendo otra vez al Fútbol Club Barcelona "B" en la final y logrando el ascenso a la Liga LEB Oro.
En la temporada 2021-22, lograría mantener al equipo recién ascendido en la Liga LEB Oro, pero al término de la temporada comunicaría que no continuaría la frente del Juaristi ISB y sería sustituido por su segundo entrenador Mikel Odriozola.

## Clubs
- 2008-09. Easo. 1ª Nacional Femenina País Vasco y Navarra
- 2009-12. Donosti Basket Neskak. Junior
- 2011-15. DNB Bera Bera. 1ª Nacional Femenina País Vasco y Navarra
- 2015-16. Leihoak Zarautz. Liga EBA.
- 2017-18. Leihoak Zarautz. Liga EBA.
- 2018-19. Ordizia Basoa Banaketak. Liga EBA.
- 2019-22. Juaristi ISB. Liga LEB Plata/Liga LEB Oro

## Títulos
- 2019. Juaristi ISB. Euskal Kopa
- 2020. Juaristi ISB. Copa LEB Plata
- 2020. Juaristi ISB. Euskal Kopa
- 2021. Juaristi ISB. Copa LEB Plata
- 2021. Juaristi ISB. Ascenso a Liga LEB Oro